# Ala I Thracum Mauretana

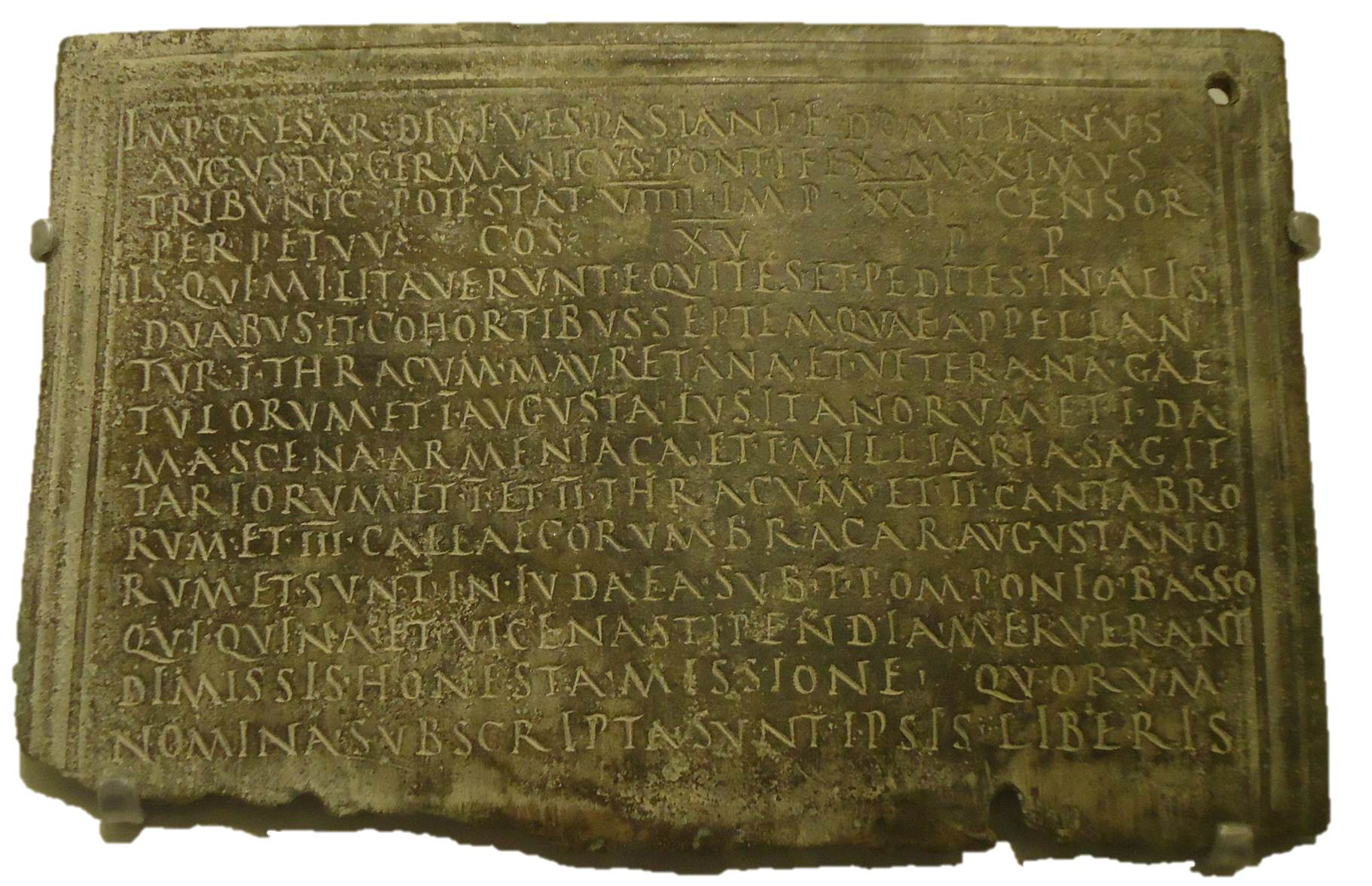
Das Militärdiplom des Jahres 90

Die Ala I Thracum Mauretana (deutsch 1. Ala der Thraker Mauretana) war eine römische Auxiliareinheit. Sie ist durch Militärdiplome, Inschriften und Papyri belegt. In dem Militärdiplom von 179 wird sie als Ala I Thracum Mauretanica bezeichnet, in dem Diplom von 206 und einer Inschrift als Ala Mauretana (oder Mauretanica) und in einem Papyrus als ἄλη τῶν Μαύρων.

## Namensbestandteile
- Ala: Die Ala war eine Reitereinheit der Auxiliartruppen in der römischen Armee.

- I: Die römische Zahl steht für die Ordnungszahl die erste (lateinisch prima). Daher wird der Name dieser Militäreinheit als Ala prima .. ausgesprochen.

- Thracum: der Thraker. Die Soldaten der Ala wurden bei Aufstellung der Einheit aus dem Volk der Thraker auf dem Gebiet der römischen Provinz Thrakien rekrutiert.

- Mauretana bzw. Mauretanica: aus Mauretania bzw. die Mauretanische. Der Zusatz kommt in Militärdiplomen und Inschriften vor, vermutlich, um sie von den anderen Alae Thracum zu unterscheiden.

Da es keine Hinweise auf den Namenszusatz milliaria (1000 Mann) gibt, war die Einheit eine Ala quingenaria. Die Sollstärke der Ala lag bei 480 Mann, bestehend aus 16 Turmae mit jeweils 30 Reitern.

## Geschichte
Die Ala war in den Provinzen Mauretania Caesariensis, Iudaea und Aegyptus (in dieser Reihenfolge) stationiert. Sie ist auf Militärdiplomen für die Jahre 86 bis 206 n. Chr. aufgeführt.
Die Einheit nahm vermutlich an der Eroberung Mauretaniens unter Caligula und Claudius teil und war danach in der Provinz Mauretania Caesariensis stationiert. Zu einem unbestimmten Zeitpunkt wurde sie in die Provinz Iudaea verlegt, wo sie erstmals durch ein Diplom nachgewiesen ist, das auf 86 datiert ist. In dem Diplom wird die Ala als Teil der Truppen (siehe Römische Streitkräfte in Syria) aufgeführt, die in der Provinz stationiert waren. Weitere Diplome, die auf 87 bis 90 datiert sind, belegen die Einheit in derselben Provinz.
Die Ala wurde zwischen 90 und 142 nach Aegyptus verlegt, wo sie erstmals für 142 belegt ist. Durch ein Diplom ist sie in der Provinz erstmals für 179 nachgewiesen. In dem Diplom wird die Ala als Teil der Truppen (siehe Römische Streitkräfte in Aegyptus) aufgeführt, die in der Provinz stationiert waren. Ein weiteres Diplom, das auf 206 datiert ist, belegt die Einheit in derselben Provinz.
Der letzte Nachweis der Einheit in Aegyptus beruht auf einer Inschrift, die auf 288 datiert ist.

## Standorte
Standorte der Ala in Aegyptus waren möglicherweise:
- Castra Caesaris (bei Alexandria): eine Inschrift[8] wurde hier gefunden. Der Aufenthalt der Einheit ist für 142 durch das Testament des Silvanus und für 199 durch die Inschrift belegt.[3]
- El Qantara: eine Inschrift[7] wurde hier gefunden.

## Angehörige der Ala
Folgende Angehörige der Ala sind bekannt:

### Kommandeure
- Iulius Primus: er wird auf zwei Diplomen von 87 als Kommandeur genannt.

### Sonstige
| - Aurel(ius) Heraclida, ein Decurio (CIL 3, 75) - L(ucius) Vettius Vale[ns], ein Veteran und ehemaliger Decurio (CIL 3, 14139) | - Mocacenthus, ein Decurio: ein Diplom von 87 (SCI-2012-54) wurde für ihn ausgestellt. |

### BGU 696
Der Papyrus, der auf den 31. August 156 datiert ist, enthält am Anfang einen Bericht über die Mannschaftsstärke (pridianum) der Cohors I Augusta Praetoria Lusitanorum. In dem Dokument sind dann für den weiteren Verlauf des Jahres alle Personalveränderungen, wie Zugänge von Rekruten, Versetzungen von Soldaten aus anderen Einheiten sowie Beförderungen verzeichnet.
- A. Flavius Vespasianus, er wurde von der Ala I Thracum Mauretana zur Cohors I Augusta Praetoria Lusitanorum versetzt.[A 1]

### CIL 3,14
In einer Inschrift, die in Alexandria gefunden wurde und die auf 199 datiert ist, sind die folgenden Decurios aufgeführt:
| - Aelius Hadrianus - Aelius Martianus - Annell(i)us Quodratus - Antesstius Numisianus | - Arrius Quodratus - Asclepiodotus - Aurelius Aelius - Aurelius Heraclides | - Aurelius Martianus - C(aius) Iulius Antonin[us] - Claudius Agrippas - Cominius Ro[] | - Iulius Bassu[s] - Plotius Marcus |

### CPL 221
Auf mehreren Holztafeln hat Antonius Silvanus, ein Reiter der Einheit, am 27. März 142 sein Testament hinterlegt. In dem Testament sind die folgenden Soldaten aufgeführt:
| - Aebutius, ein Decurio - Antonius Silvanus, ein Reiter und Strator - Hierax Behecis, ein Duplicarius | - M(arcus) Iulius Tiberinus, ein Sesquiplicarius - Marius, ein Decurio - Maximus, ein Duplicarius | - Nemonius, ein Duplicarius - Proculus, ein Decurio - Turbinius, ein Reiter und Signifer | - Valerius, ein Decurio - Valerius Rufus, ein Reiter und Signifer - Vis[], ein Decurio |